# Roquebrune-sur-Argens
Roquebrune-sur-Argens település Franciaországban, Var megyében. Lakosainak száma 15 006 fő (2022. január 1.). Roquebrune-sur-Argens La Motte, Bagnols-en-Forêt, Fréjus, Le Muy, Puget-sur-Argens és Sainte-Maxime községekkel határos.

## Népesség
A település népessége az elmúlt években az alábbi módon változott:
| Lakosok száma | 12 344 | 13 195 | 14 259 | 14 251 | 14 626 | 14 937 | 14 335 | 14 448 | 15 006 |
|               | 2013   | 2015   | 2016   | 2017   | 2018   | 2019   | 2020   | 2021   | 2022   |